# Église Saint-Pierre-des-Terreaux de Lyon
L'église Saint-Pierre-des-Terreaux est une ancienne église catholique située à Lyon, en France.

## Localisation
L'église est située dans le département français du Rhône, sur la commune de Lyon, dans le quartier des Terreaux, sur la rue Paul-Chenavard et la place Meissonnier.

## Historique
L'église fait partie de l'ancienne abbaye des Dames de Saint-Pierre. La date de construction est estimée au VIIe siècle. Sa façade étroite est du XIIe siècle et le portail roman est encadré de vantaux de bois du XVIIIe siècle. Au dessus des portes, on retrouve les armes du souverain pontife (deux clés croisées posées en sautoir surmontée par une tiare) et la mention "IHS" ( Iesus Hominum Salvator – Jésus sauveur des hommes).
Depuis 1907 l’église Saint-Pierre-des-Terreaux est désaffectée et intègre le musée des beaux-arts de Lyon, reconvertie en salle d'exposition.
Le porche, les deux portes et la façade sur la rue Paul Chenavard font l’objet d’un classement au titre des monuments historiques depuis le 16 février 1921.
En 1930, sous l'influence de Mgr Emmanuel Chaptal, le cardinal Louis-Joseph Maurin, archevêque de Lyon, met l'église à disposition des catholiques immigrés.

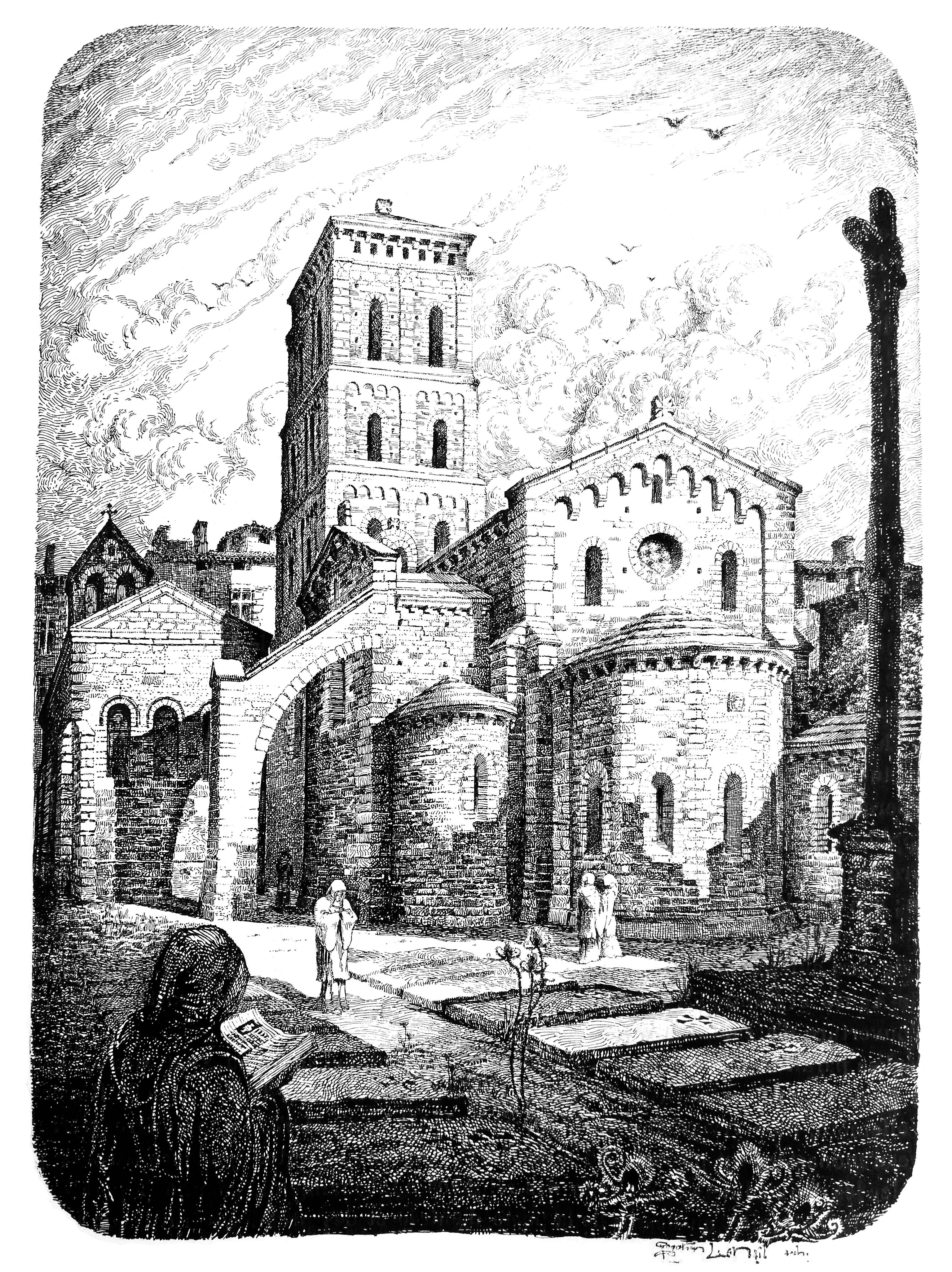
Représentation ancienne de l'église
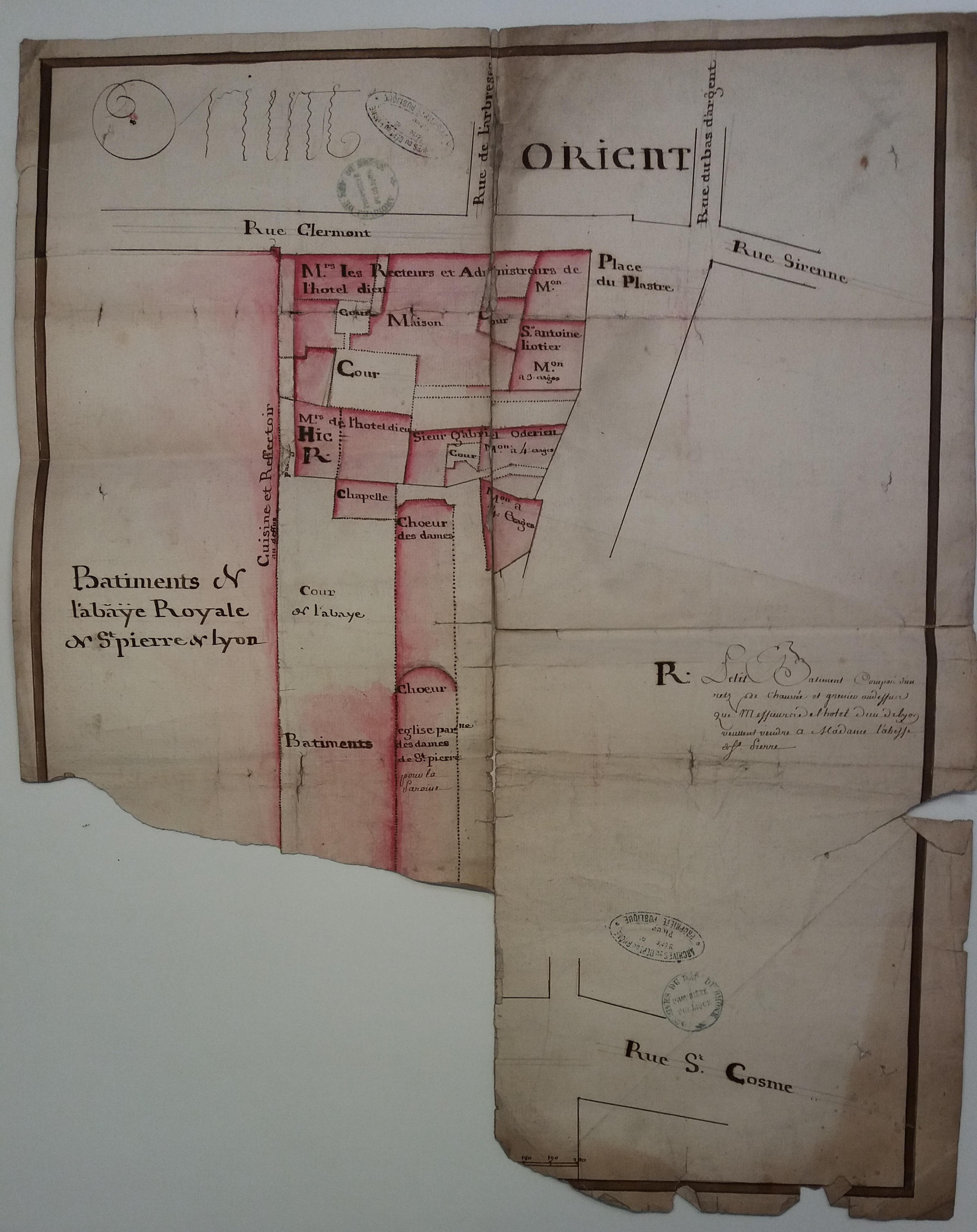
Plan de l'abbaye Saint-Pierre au XVIIIe siècle

## Architecture

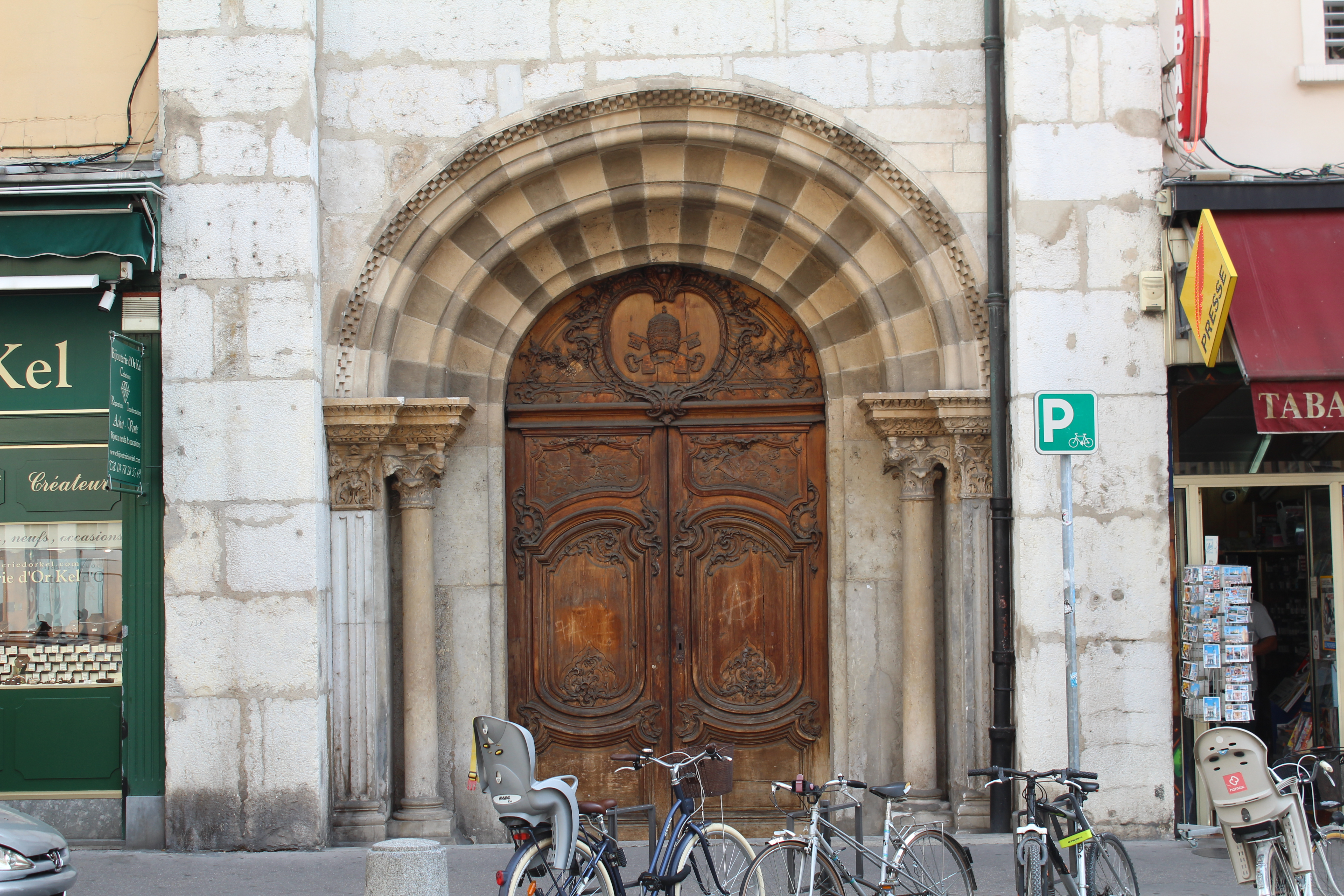
Détail du portail
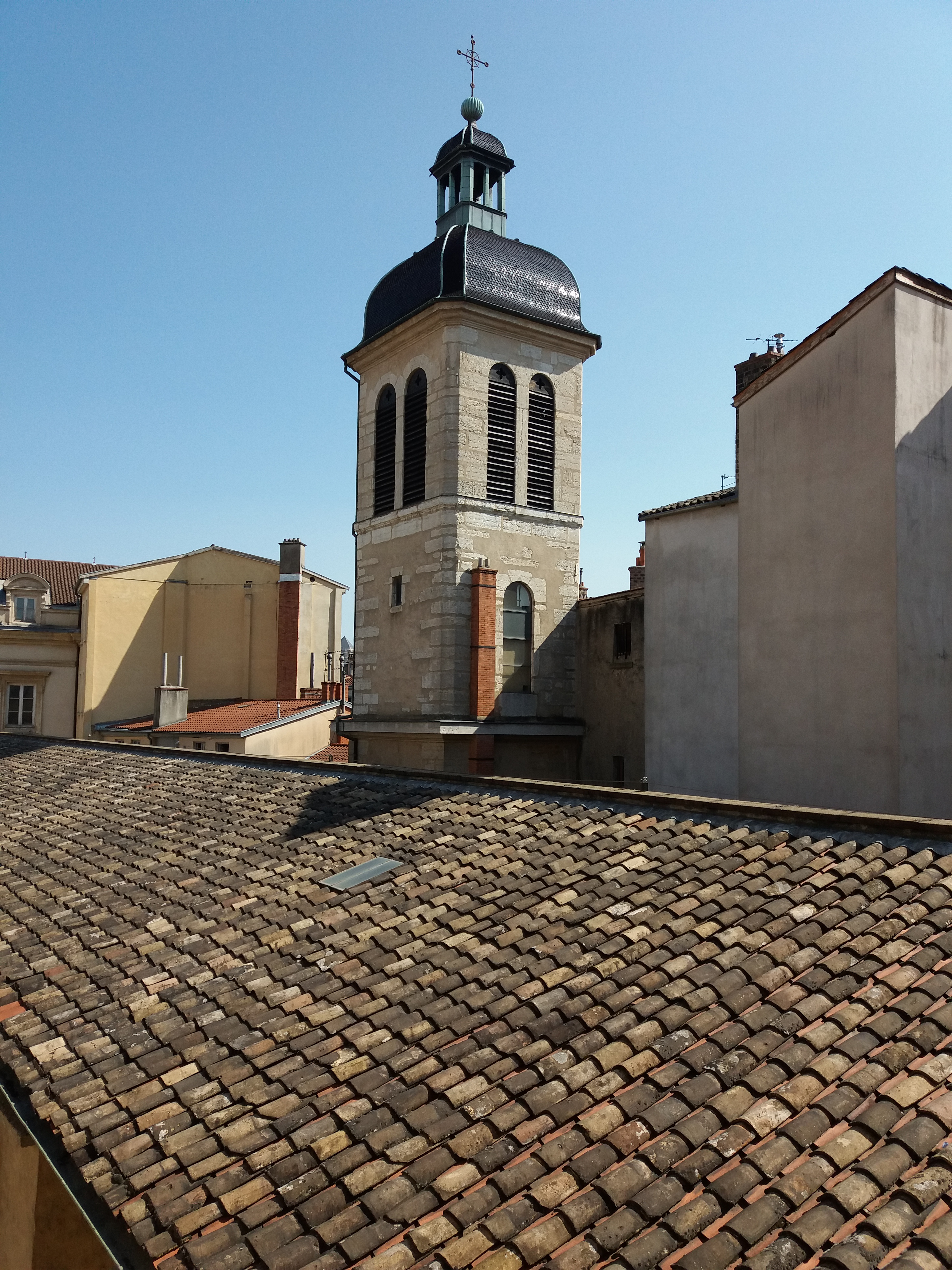
Le clocher
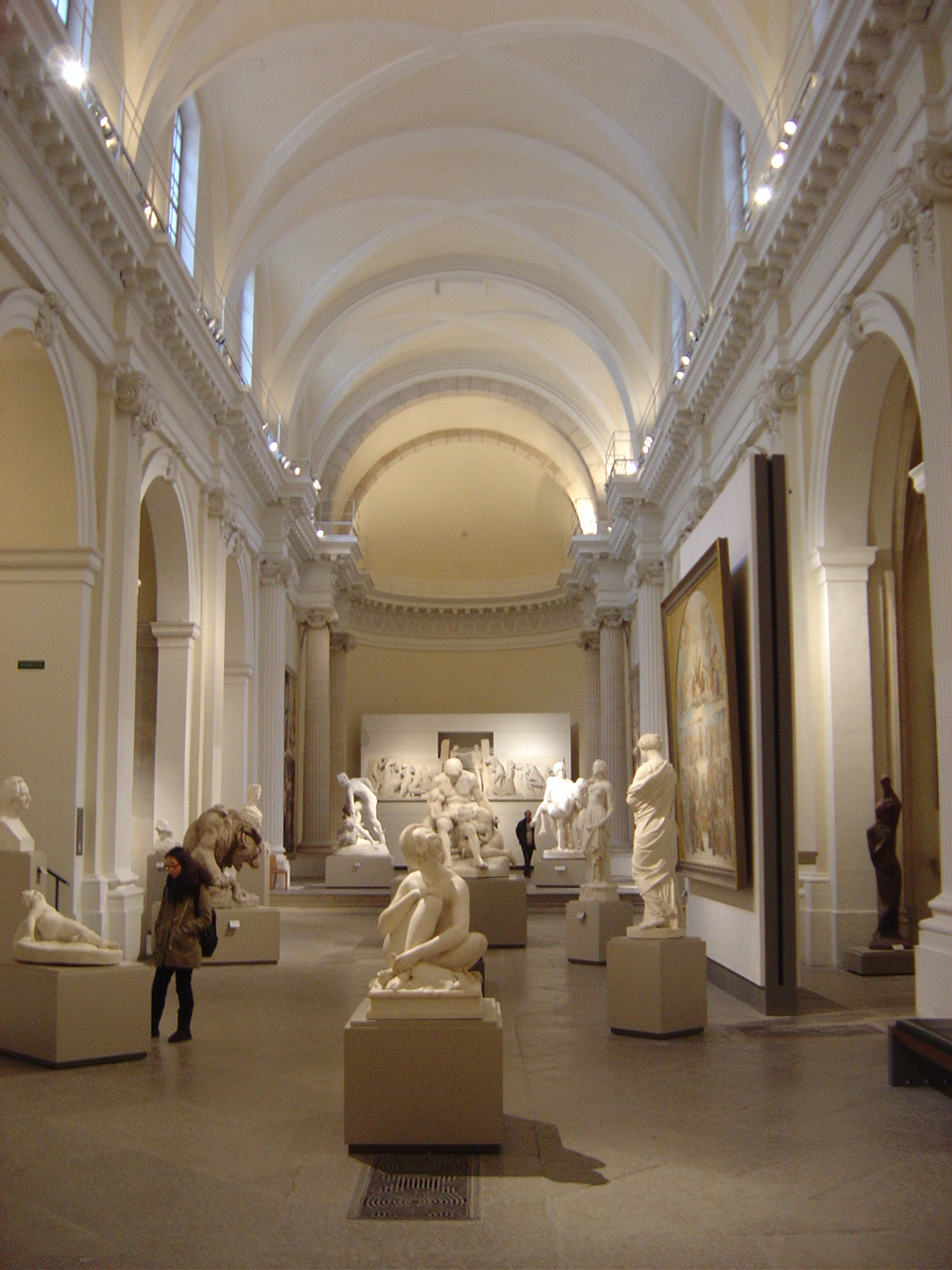
L'ancienne nef